# Кубок трёх наций 2010
Кубок трёх наций 2010 — 15-й розыгрыш Кубка трёх наций, ежегодного турнира по регби-15 между командами Австралии, Новой Зеландии и ЮАР. Проходил с 10 июля по 11 сентября 2010 года. Победителем досрочно стала Новая Зеландия, обыгравшая в за три игры до конца турнира (21 августа в Соуэто) ЮАР со счётом 29:22.

## Регламент
Команды проводят по три игры с каждым из соперников (с одним из них два раза играют дома и один раз в гостях, с другим — два раза в гостях и один раз дома). Побеждает команда, набравшая большее количество очков. Помимо очков за победу и ничью, можно, при выполнении определённых условиях, заработать бонусные очки:
- 4 очка за победу
- 2 очка за ничью
- 0 очков за поражение
- 1 очко за четыре или более занесённые командой попытки в матче, вне зависимости от конечного результата игры (бонус в атаке)
- 1 очко за проигрыш в матче с разницей в семь или менее очков (бонус в защите)

## Результаты

### Положение команд
| Место | Команда        | Игры | Игры | Игры | Игры | Игровые очки | Игровые очки | Игровые очки | Бонусные очки | Всего очков |
| Место | Команда        | И    | В    | Н    | П    | +            | −            | ±            | Бонусные очки | Всего очков |
| ----- | -------------- | ---- | ---- | ---- | ---- | ------------ | ------------ | ------------ | ------------- | ----------- |
| 1     | Новая Зеландия | 6    | 6    | 0    | 0    | 184          | 111          | +73          | 3             | 27          |
| 2     | Австралия      | 6    | 2    | 0    | 4    | 162          | 188          | -26          | 3             | 11          |
| 3     | ЮАР            | 6    | 1    | 0    | 5    | 147          | 194          | -47          | 3             | 7           |

### Матчи

#### Первый матч
| 10 июля 2010 19:35 (UTC+12) | Новая Зеландия | 32:12 (20:3)                       | ЮАР                                                                                       | «Eden Park», Окленд Зрителей: 25 000 - 30 000 Судья: Алан Льюис Помощники судьи: Ален Ролланд Стюарт Дикинсон Телевизионный помощник судьи: Бен Скин Инспектор матча: Мишель Ламулье |
| 10 июля 2010 19:35 (UTC+12) | Попытки: Смит 19' Нону 35' Рид 57' Вудкок 80' Реализации: Картер (3/4) 20', 37', 58', 80+1' Штрафные: Картер (2/3) 3', 14', 26' | Отчёт (недоступная ссылка) (англ.) | Штрафные: Стейн (4/4) 8', 42', 47', 60' · Дроп-голы: Стейн (0/2) 5', 49' · Бота 13'-24' · | «Eden Park», Окленд Зрителей: 25 000 - 30 000 Судья: Алан Льюис Помощники судьи: Ален Ролланд Стюарт Дикинсон Телевизионный помощник судьи: Бен Скин Инспектор матча: Мишель Ламулье |

#### Второй матч
| 17 июля 2010 19:35 (UTC+12) | Новая Зеландия | 31:17 (13:7)                       | ЮАР | «Westpac Stadium», Веллингтон Зрителей: 35 000 — 36 000 Судья: Ален Ролланд Помощники судьи: Алан Льюис Стюарт Дикинсон Телевизионный помощник судьи: Гленн Ньюман Инспектор матча: Боб Фрэнсис |
| 17 июля 2010 19:35 (UTC+12) | Попытки: Нону 7' Мулиаина 12' Рейнджер 46' Дагг 65' Реализации: Картер (1/4) 9', 13', 47', 67' Штрафные: Картер (2/4) 6', 31', 40+2', 70' Випу (1/1) 52' | Отчёт (недоступная ссылка) (англ.) | Попытки: Россоу 37' · Бургер 75' · Реализации: Стейн (2/2) 37', 76' · Штрафные: Стейн (1/1) 44' · Россоу 4'-16' · | «Westpac Stadium», Веллингтон Зрителей: 35 000 — 36 000 Судья: Ален Ролланд Помощники судьи: Алан Льюис Стюарт Дикинсон Телевизионный помощник судьи: Гленн Ньюман Инспектор матча: Боб Фрэнсис |

#### Третий матч
| 24 июля 2010 20:00 (UTC+10) | Австралия | 30:13 (17:3)                       | ЮАР | «Suncorp Stadium», Брисбен Зрителей: 44 284 Судья: Джордж Клэнси Помощники судьи: Кейт Браун Винни Манро Телевизионный помощник судьи: Мэтт Годдард Инспектор матча: Стивен Хилдитч |
| 24 июля 2010 20:00 (UTC+10) | Попытки: Митчелл 40' · Гениа 75' · Реализации: Гито (0/1) 40+1' · О’Коннор (1/1) 76' · Штрафные: Гито (5/6) 15', 20', 24', 32', 43', 68' · О’Коннор (1/1) 48' · Купер 54'-65' · | Отчёт (недоступная ссылка) (англ.) | Попытки: Фури 62' · Стинкамп 72' · Реализации: Пиенаар (0/2) 64', 73' · Штрафные: Стейн (1/1) 18' · Дроп-голы: Стейн (0/1) 10' · Фури 3'-14' · Бота 46'-56' · | «Suncorp Stadium», Брисбен Зрителей: 44 284 Судья: Джордж Клэнси Помощники судьи: Кейт Браун Винни Манро Телевизионный помощник судьи: Мэтт Годдард Инспектор матча: Стивен Хилдитч |

#### Четвёртый матч
| 31 июля 2010 20:00 (UTC+10) | Австралия | 28:49 (14:32)                      | Новая Зеландия | «Etihad Stadium», Мельбурн Зрителей: 51 409 Судья: Крэйг Жубер Помощники судьи: Джонатан Каплан Кобус Уэсселс Телевизионный помощник судьи: Джордж Эйюб Инспектор матча: Мишель Ламулье |
| 31 июля 2010 20:00 (UTC+10) | Попытки: Митчелл 8' · Эшли-Купер 56' · Элсом 70' · Реализации: Гито (2/3) 9', 57', 71' · Штрафные: Гито (3/4) 5', 17', 19', 32' · , Митчелл 28'-39', 44' · | Отчёт (недоступная ссылка) (англ.) | Попытки: Картер 10' · Мулиаина 13', 47' · Маккоу 25' · Джейн 36' · Рокококо 59' · Флинн 80' · Реализации: Картер (4/7) 11', 14', 27', 37', 48', 60', 80+1' · Штрафные: Картер (2/2) 7', 34' · О. Фрэнкс 22'-32' · | «Etihad Stadium», Мельбурн Зрителей: 51 409 Судья: Крэйг Жубер Помощники судьи: Джонатан Каплан Кобус Уэсселс Телевизионный помощник судьи: Джордж Эйюб Инспектор матча: Мишель Ламулье |

| Игрок матча: Ричи Маккоу |

#### Пятый матч
| 7 августа 2010 19:35 (UTC+12) | Новая Зеландия                                                                                                | 20:10 (17:10)                      | Австралия                                                                | «AMI Stadium», Крайстчерч Зрителей: 38 000 — 39 000 Судья: Джонатан Каплан Помощники судьи: Крэйг Жубер Кейт Браун Телевизионный помощник судьи: Кобус Уэсселс Инспектор матча: Боб Фрэнсис |
| 7 августа 2010 19:35 (UTC+12) | Попытки: Мулиаина 6' Смит 14' Реализации: Картер (2/2) 8', 15' Штрафные: Картер (2/2) 35', 71' Випу (0/1) 67' | Отчёт (недоступная ссылка) (англ.) | Попытки: Бил 9' Реализации: Гито (1/1) 11' Штрафные: Гито (1/2) 20', 47' | «AMI Stadium», Крайстчерч Зрителей: 38 000 — 39 000 Судья: Джонатан Каплан Помощники судьи: Крэйг Жубер Кейт Браун Телевизионный помощник судьи: Кобус Уэсселс Инспектор матча: Боб Фрэнсис |

#### Шестой матч
| 21 августа 2010 17:00 (UTC+2) | ЮАР | 22:29 (16:14)                      | Новая Зеландия | «FNB Stadium», Соуэто Зрителей: 88 791 — 90 000 — — 94 013 — 94 033 — 94 713 Судья: Найджел Оуэнс Помощники судьи: Ален Ролланд Саймон МакДоуэл Телевизионный помощник судьи: Шон Велдсман Инспектор матча: Тапп Хеннинг |
| 21 августа 2010 17:00 (UTC+2) | Попытки: Бургер 25' Реализации: Стейн (1/1) 26' Штрафные: Стейн (5/5) 11', 14', 32', 44', 63' Дроп-голы: Стейн (0/1) 23' | Отчёт (недоступная ссылка) (англ.) | Попытки: Вудкок 38' Маккоу 78' Дагг 80' Реализации: Картер (1/3) 39', 79', 80+1' Штрафные: Картер (4/6) 6', 17', 21', 29', 68', 74' | «FNB Stadium», Соуэто Зрителей: 88 791 — 90 000 — — 94 013 — 94 033 — 94 713 Судья: Найджел Оуэнс Помощники судьи: Ален Ролланд Саймон МакДоуэл Телевизионный помощник судьи: Шон Велдсман Инспектор матча: Тапп Хеннинг |

| Игрок матча: Шалк Бургер |

#### Седьмой матч
| 28 августа 2010 17:00 (UTC+2) | ЮАР | 44:31 (24:28)                      | Австралия | «Loftus Versfeld Stadium», Претория Зрителей: 43 152 Судья: Ален Ролланд Помощники судьи: Найджел Оуэнс Саймон МакДоуэл Телевизионный помощник судьи: Шон Велдсман Инспектор матча: Тапп Хеннинг |
| 28 августа 2010 17:00 (UTC+2) | Попытки: Ж. Смит 9' Стинкамп 14' Спис 32' Ф. Стейн 49' Питерсен 79' Реализации: М. Стейн (4/4) 10', 15', 33', 52' Джеймс (1/1) 80+1' Штрафные: М. Стейн (2/2) 20', 46' Ф. Стейн (1/1) 68' | Отчёт (недоступная ссылка) (англ.) | Попытки: Гениа 3' О’Коннор 5', 10' Мамм 26' Реализации: Гито (4/4) 5', 7', 12', 28' Штрафные: Бил (0/1) 23' Гито (1/1) 47' | «Loftus Versfeld Stadium», Претория Зрителей: 43 152 Судья: Ален Ролланд Помощники судьи: Найджел Оуэнс Саймон МакДоуэл Телевизионный помощник судьи: Шон Велдсман Инспектор матча: Тапп Хеннинг |

| Игрок матча: Франсуа Хугаард |

#### Восьмой матч
| 4 сентября 2010 17:00 (UTC+2) | ЮАР | 39:41 (13:31)                      | Австралия | «Vodacom Park», Блумфонтейн Зрителей: 38 523 — 39 798 Судья: Уэйн Барнс Помощники судьи: Найджел Оуэнс Саймон МакДоуэл Телевизионный помощник судьи: Йохан Меувесен Инспектор матча: Стивен Хилдитч |
| 4 сентября 2010 17:00 (UTC+2) | Попытки: Фури 40' Стинкамп 46' де Вильерс 54' Реализации: М. Стейн (3/3) 40+1', 46', 55' Штрафные: М. Стейн (6/6) 6', 18', 51', 62', 69', 77' | Отчёт (недоступная ссылка) (англ.) | Попытки: Бил 8' · О’Коннор 14' · Мур 21' · Элсом 24' · Митчелл 72' · Реализации: Гито (4/4) 9', 15', 22', 26' · О’Коннор (1/1) 73' · Штрафные: Гито (1/1) 2' · Бил (1/1) 80+1' · Фаингаа 69'- 80' · | «Vodacom Park», Блумфонтейн Зрителей: 38 523 — 39 798 Судья: Уэйн Барнс Помощники судьи: Найджел Оуэнс Саймон МакДоуэл Телевизионный помощник судьи: Йохан Меувесен Инспектор матча: Стивен Хилдитч |

| Игрок матча: Гартро Стинкамп |

#### Девятый матч
| 11 сентября 2010 20:00 (UTC+10) | Австралия | 22:23 (14:6)  | Новая Зеландия                                                                                | «ANZ Stadium», Сидней Зрителей: 70 288 — 80 000 Судья: Марк Лоуренс Помощники судьи: Джонатан Каплан Кристи дю Пре Телевизионный помощник судьи: Мэтт Годдард Инспектор матча: Боб Фрэнсис |
| 11 сентября 2010 20:00 (UTC+10) | Попытки: О’Коннор 16' Эшли-Купер 47' Реализации: Гито (0/2) 18', 49' Штрафные: Гито (3/5) 7', 24', 33', 37', 40+2' Бил (1/1) 61' | Отчёт (англ.) | Попытки: Маккоу 67' Рид 73' Реализации: Випу (2/2) 68', 74' Штрафные: Випу (3/3) 3', 12', 53' | «ANZ Stadium», Сидней Зрителей: 70 288 — 80 000 Судья: Марк Лоуренс Помощники судьи: Джонатан Каплан Кристи дю Пре Телевизионный помощник судьи: Мэтт Годдард Инспектор матча: Боб Фрэнсис |

| Кубок трёх наций 2010 Победитель |
| -------------------------------- |
| Флаг Новой Зеландии              |
| Новая Зеландия 10-й раз          |

## Статистика игроков
| 77 | Морне Стейн     | - | 10 | 19 | - |
| 64 | Мэтт Гито       | - | 11 | 14 | - |
| 63 | Дэн Картер      | 1 | 11 | 12 | - |
| 27 | Джеймс О’Коннор | 4 | 2  | 1  | - |
| 20 | Милс Мулиаина   | 4 | -  | -  | - |

| 4 | Милс Мулиаина   |
| 4 | Джеймс О’Коннор |
| 3 | Ричи Маккоу     |
| 3 | Дрю Митчелл     |
| 3 | Гартро Стинкамп |

Источник.